# محمد اصلانتوغ
محمد اصلانتوغ (ترکی استانبولی: Mehmet Aslantuğ؛ زادهٔ ۲۵ سپتامبر ۱۹۶۱) هنرپیشه، کارگردان، تهیه‌کننده، فیلم‌نامه‌نویس اهل ترکیه است.
او جوایز زیادی از جشنواره‌های بین‌المللی فیلم دریافت کرده‌است. عمارت سراب از فیلم‌هایی است او در آن‌ها بازی کرده است.